# Họ vĩ cầm

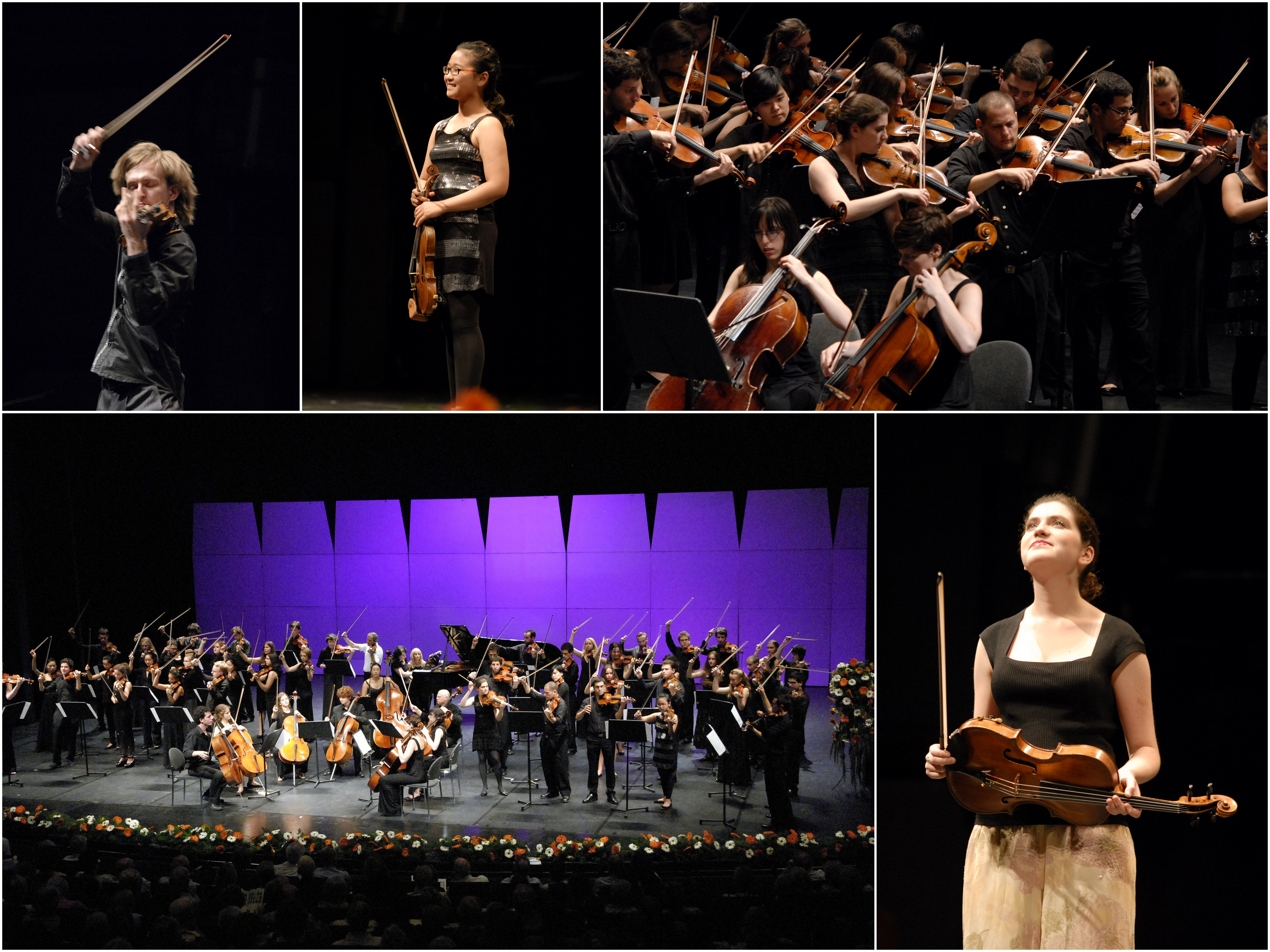
Các nghệ sĩ dùng nhạc cụ dây dùng vĩ

Họ vĩ cầm là một nhóm các nhạc cụ được phát triển ở Ý vào thế kỷ 16. Các thành viên trong họ vĩ cầm "chuẩn" hiện nay bao gồm vĩ cầm (violin hay tiểu đề cầm), vĩ cầm trầm (viola hay trung đề cầm), trung vĩ cầm (cello hay violoncelle), và đại vĩ cầm (contrabass hay doublebass).
Những tên gọi của các thành viên trong họ vĩ cầm bắt nguồn từ chữ viola trong tiếng Ý, từ này lại bắt nguồn từ chữ vitula trong tiếng La Tinh trung đại (có nghĩa là "nhạc cụ có dây"). Vĩ cầm (violin) là "viola nhỏ", còn loại đàn mang tên violone có tên nghĩa là "viola lớn" hay vĩ cầm đệm, trung hồ cầm (violoncello hay cello) là "violone nhỏ". Chú ý là loại đàn violone không thuộc họ vĩ cầm hiện đại - vị trí của nó đã được thay thế bởi đại hồ cầm - một loại đàn mang các đặc tính tổng hợp của vĩ cầm và họ đàn viol.
Trong tiếng Việt, tên gọi của họ này là vĩ cầm vì người chơi đàn phải dùng một chiếc vĩ để khiến dây đàn rung tạo ra âm thanh.
Các thành viên trong họ vĩ cầm có thể bắt nguồn từ những loại đàn có cấu trúc tương tự như lira da braccio và đàn lia Đông La Mã.
|        |             |              |            |
| Vĩ cầm | Vĩ cầm trầm | Trung vĩ cầm | Đại vĩ cầm |

## Đặc điểm

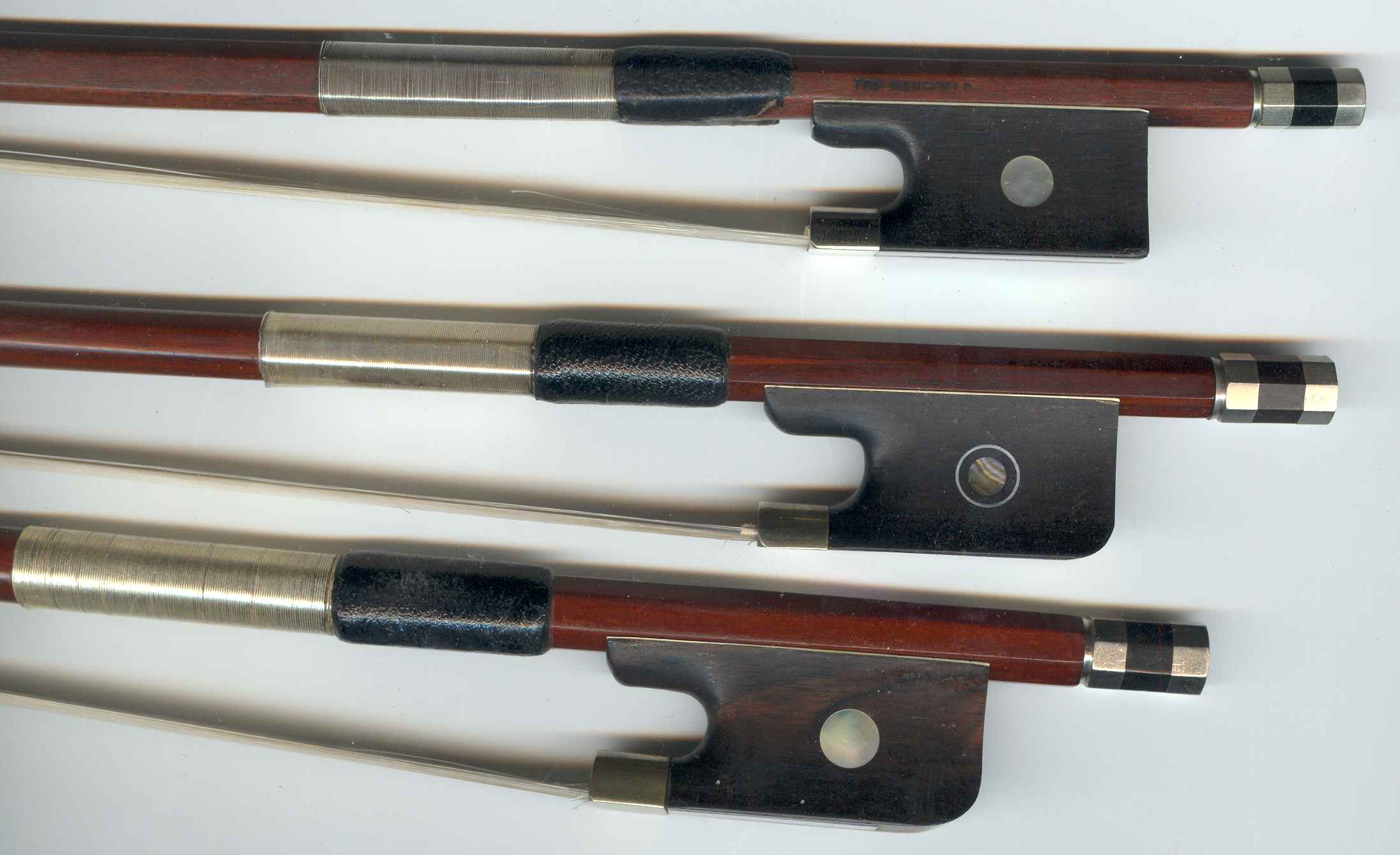
Cây vĩ của vĩ cầm, vĩ cầm trầm và viôlôngxen (từ trên xuống dưới)

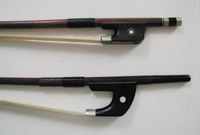
Cây vĩ của đại hồ cầm làm theo kiểu Pháp (trên) và Đức (dưới)

Các thành viên trong họ vĩ cầm đều là các nhạc cụ dây dùng vĩ, tức là người nhạc công sẽ dùng một chiếc vĩ miết lên các dây đàn khiến các dây đàn rung lên và phát ra tiếng nhạc. Biên độ của âm vực mà các nhạc cụ trong họ vĩ cầm tạo ra dường như trùng lấp lên nhau, tuy nhiên âm thanh do chúng tạo ra và bản thân kích thước của mỗi loại đàn có thể được phân biệt rõ rệt với nhau. Vĩ cầm và vĩ cầm trầm đủ nhỏ để được đặt trên vai và cánh tay khi chơi, trong đó phần đuôi đàn được cằm của người nhạc công đè lên. Vĩ cầm trầm lớn hơn vĩ cầm và âm vực của nó nằm dưới một quãng năm đủ so với vĩ cầm. Kích thước lớn của viôlôngxen khiến nó phải được để dựng đứng, người nhạc công thì ngồi sao cho chiếc đàn được để đứng giữa hai chân mình. Âm vực của viôlôngxen nằm dưới một quãng tám so với vĩ cầm trầm. Đại hồ cầm là lớn nhất, nó cũng được dựng đứng khi chơi và người nhạc công phải đứng hay ngồi trên một chiếc ghế cao. Âm vực của đại hồ cầm nằm dưới viôlôngxen một quãng chín thứ, một quãng tám hay một quãng chín.
Trong khi viôlôngxen (được phát triển từ vĩ cầm đệm) cùng với vĩ cầm trầm và vĩ cầm được khẳng định là những thành viên chính thức của dòng họ vĩ cầm nguyên thủy (viola da braccio), nguồn gốc của đại hồ cầm có nhiều điểm tương đối phức tạp. Đại hồ cầm đôi khi được xem là thành viên của họ đàn viol do phần vai rất dốc, do âm thanh nó tạo ra, the practice of some basses being made with more than four strings, and its sometimes flat back. Một số ý kiến chỉ ra rằng tương quan không có nghĩa là liên quan, và cho rằng sự giống nhau về bề ngoài đó không phải là do tùy ý hay là do chúng có quan hệ gì bới họ đàn viol. Các ý kiến này chú ý đến cấu trúc bên trong của đại hồ cầm, cấu trúc của nó bao hàm một am (sound post) và một cầu dọc (bass bar) giống như các thành viên họ vĩ cầm và đây là bằng chứng nặng cân hơn rất nhiều so với các yếu tố bên ngoài. Xét về nguồn gốc lịch sử, đại hồ cầm đã được dùng như là loại đàn có âm vực thấp nhất trong dòng họ vĩ cầm.
Tất cả các nhạc cụ dây đều có hình dạng, thành phần, cấu trúc và chức năng tương tự nhau, và họ đàn viol được xem là có nhiều điểm gần gũi so với họ vĩ cầm. Tuy nhiên các nhạc cụ của hai họ này vẫn được tách bạch rõ ràng với nhau vì những khác biệt trong hình dạng, cách chơi và trong lịch sử hình thành. Một chiếc đàn thuộc họ vĩ cầm có bốn dây, được điều âm bằng các quãng năm (ngoại trừ đại hồ cầm là quãng bốn), phần cần đàn không được chia thành các phím, có 4 chốt chỉnh dây hình cầu, và luôn luôn có am và cầu dọc nằm trong lòng ngựa đàn. Ngược lại, họ viol thường có 5-6 dây, cần đàn được chia thành các phím, được điều âm theo các quãng bốn và quãng ba, có vai dốc và không nhất thiết phải có am hay cầu dọc.

## Sử dụng
Các thành viên trong họ vĩ cầm là những nhạc cụ sử dụng vĩ phổ biến nhất hiện nay. Chúng không chỉ là một thành phần không thể thiếu trong nền âm nhạc cổ điển Tây phương mà cũng xuất hiện trong các dòng nhạc khác như jazz, nhạc điện tử, rock và một số dòng nhạc đại chúng khác; trong các dòng nhạc này chúng thường xuyên được khuếch âm hay được thiết kế để trở thành các vĩ cầm điện. Các thành viên trong họ vĩ cầm cũng được sử dụng rộng rãi trong các dòng nhạc đồng quê, dân ca và nhạc vĩ cầm. Còn đại hồ cầm thì được xem như là một nhạc cụ không thể thiếu trong nhạc cổ điển lẫn nhạc jazz.
Trong tứ tấu đàn dây - một trong những loại nhóm nhạc phổ biến nhất và tiêu chuẩn nhất trong nhạc thính phòng - các nhạc công chỉ sử dụng các loại nhạc cụ trong họ vĩ cầm: hai vĩ cầm, một vĩ cầm trầm và một viôlôngxen. Sự tương đồng trong âm thanh phát ra từ các nhạc cụ này cho phép nhóm tứ tấu có thể thay đổi sắc điệu của âm nhạc một cách dễ dàng hơn so với các nhóm nhạc khác với nhạc cụ kém tương đồng hơn. Điều này đặc biệt dễ nhận thấy khi so sánh tứ tấu đàn dây với ngũ tấu nhạc cụ thổi vốn bao hàm 4 cách cơ bản khác nhau để sản sinh ra một âm cao (mặc dù nhóm ngũ tấu này chỉ bao hàm các nhạc công chơi nhạc cụ thổi).

## Octobass

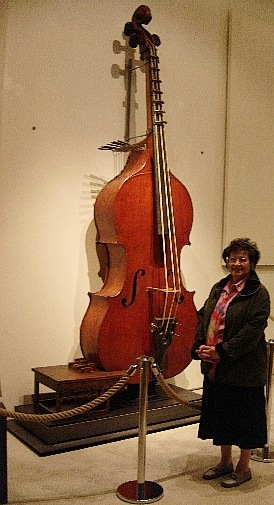
Octobass

Ngoài 4 thành viên "chuẩn" nêu trên, họ vĩ cầm còn bao gồm cả loại đàn octobass, một phiên bản to hơn so với đại hồ cầm được Jean-Baptiste Vuillaume sáng chế vào giữa thế kỷ 19. Octobass rất hiếm được sử dụng vì kích thước quá khổ của nó khiến việc chơi nhạc trở nên rất khó khăn - tuy nhiên trong một số nhạc phẩm sáng tác theo phong cách lãng mạn và trong một số nhạc phẩm hiện đại nó vẫn được sử dụng. Octobass được để dựng đứng khi chơi và âm thanh nó phát ra có thể đạt cao độ dưới một quãng tám so với đại hồ cầm.